# Faouzi Bensaïdi
Faouzi Bensaïdi (in arabo فوزي بنسعيدي‎?, Fawzī Bansaʿīdī; Meknès, 14 marzo 1967) è un regista e attore marocchino.

## Biografia
Si diploma presso l'Institut Supérieur d'Art Dramatique et d'Animation Culturelle di Rabat, e in seguito studia al prestigioso Conservatoire national supérieur d'art dramatique a Parigi. 
Lavora per molti anni come attore e regista di teatro prima di dedicarsi al cinema. 
Nel 1997 realizza il suo primo cortometraggio, La falaise, vincitore di oltre 20 premi in festival francesi e internazionali. Il suo primo lungometraggio, Mille mois, vince nel 2003 il Premio miglior opera prima della sezione Un Certain Regard a Cannes, e il Premio miglior film al Festival del cinema africano, d'Asia e America Latina di Milano.

## Filmografia

### Regista
- La Falaise - cortometraggio (1999)
- Le Mur - cortometraggio (2000)
- Trajets - cortometraggio (2000)
- Mille mesi (Mille mois) (2003)
- WWW: What a Wonderful World (2006)
- Mort à vendre (2011)
- Volubilis (2017)
- Interdependence Film 2019 (2019)
- Interactions - When Cinema Looks to Nature (2022)
- Jours d'été (2022)
- Déserts (2023)

### Attore
- Mektoub, regia di Nabil Ayouch (1997)
- Lontano, regia di André Téchiné (2001)
- Aoud rih, regia di Daoud Aoulad-Syad (2002)
- Mille mesi (Mille mois), regia di Faouzi Bensaïdi (2003)
- WWW: What a Wonderful World, regia di Faouzi Bensaïdi (2006)
- Mort à vendre, regia di Faouzi Bensaïdi (2011)
- Goodbye Morocco, regia di Nadir Moknèche (2012)
- Saint Laurent, regia di Bertrand Bonello (2014)
- Dheepan - Una nuova vita (Dheepan - Una nuova vita), regia di Jacques Audiard (2015)
- Lola Pater, regia di Nadir Moknèche (2017)
- Volubilis, regia di Faouzi Bensaïdi (2017)
- Les bienheureux, regia di Sofia Djama (2017)
- Sofia, regia di Meryem Benm'Barek (2018)
- Il paradiso probabilmente (It Must Be Heaven), regia di Elia Suleiman (2019)
- Jours d'été, regia di Faouzi Bensaïdi (2022)
- Déserts, regia di Faouzi Bensaïdi (2023)
- Mon père n'est pas mort, regia di Adil El Fadili (2023)